# Diplocheila nupera
Diplocheila nupera är en skalbaggsart som beskrevs av Thomas Casey. Diplocheila nupera ingår i släktet Diplocheila och familjen jordlöpare. Inga underarter finns listade i Catalogue of Life.